# Overbrenging
Overbrenging of transmissie zijn verzamelnamen van de verschillende technieken voor het overbrengen en omvormen van vermogens. Een werktuig vraagt om bepaalde snelheden, krachten of koppels die af zullen wijken van de snelheid en het koppel van de aandrijf-motor. Daarom moet er tussen aandrijfmotor en werktuig een (al dan niet variabele) overbrenging gebruikt worden. De vier belangrijkste groepen van overbrengingen zijn: mechanische overbrengingen, hydraulische overbrengingen, pneumatische overbrengingen en elektrische overbrengingen. De termen 'overbrenging' en 'aandrijving' worden vaak door elkaar gebruikt.

## Mechanische overbrengingen
Dat is de grootste en ook de oudste groep binnen de overbrengingenfamilie. Een overzicht:

### Riemoverbrenging

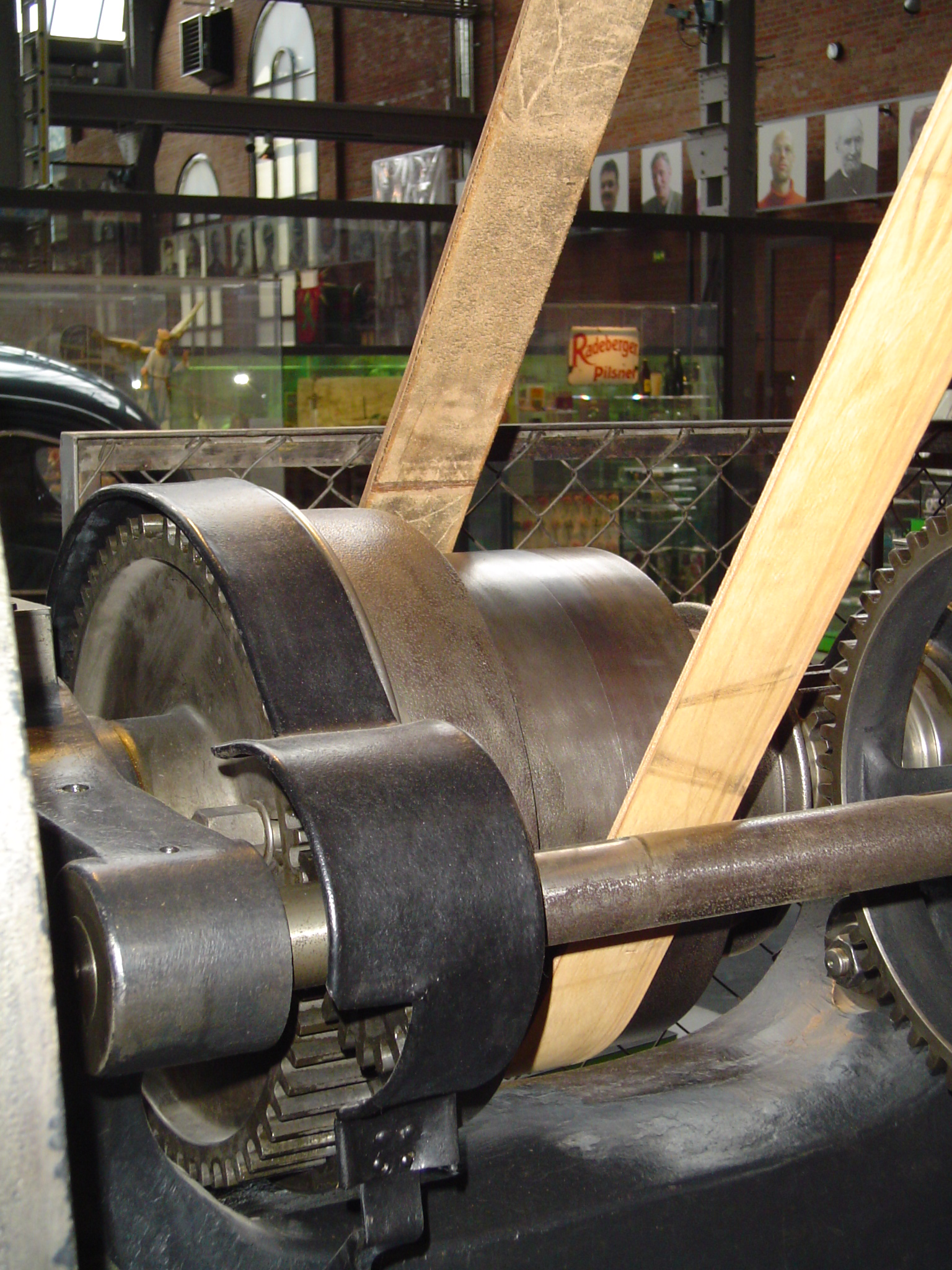
Riemoverbrenging met platte riemen

Riemoverbrenging bestaat uit twee evenwijdige assen waarop schijven gemonteerd zijn, riemschijven of  poelies genaamd. Deze twee schijven zijn door een eindeloze riem verbonden. Indien de schijven dezelfde diameter hebben, draaien ze met dezelfde snelheid. Zijn de diameters niet gelijk, dan hebben ze verschillende snelheden. De snelheden kunnen door middel van volgende formule berekend worden: d1∙n1=d2∙n2. Hierbij staan d1 en d2 voor de diameters van twee schijven, en n1 en n2 voor hun toerental (in omwentelingen per minuut of soms ook per seconde). Door de onvermijdelijke slip gaat de gedreven schijf iets trager draaien dan het volgens formule zou moeten. Vertande riemen hebben dit nadeel niet.
Om verschillende snelheden mogelijk te maken, monteert men schijven van verschillende diameters naast elkaar op elke as. Ook traploos regelen van snelheid is mogelijk, zie variomatic.
Beide schijven draaien in dezelfde zin (dat wil zeggen dat als de drijvende schijf in de richting van de klok draait, de gedreven schijf ook in de richting van de klok draait). Door de riem gekruist te plaatsen, kan men twee schijven in tegengestelde zin doen draaien. Zo'n opstelling is echter af te raden, want wrijving op het kruisingspunt leidt tot snelle slijtage van de riem.
Een riemoverbrenging wordt vaak als koppeling gebruikt. Er worden dan twee schijven naast elkaar gemonteerd, van dezelfde diameter. De ene schijf wordt aangedreven, de andere staat stil. De riem kan op elk moment van de ene op de andere schijf worden geschoven, terwijl de aangedreven schijf doordraait.
Vroeger werden riemen uit zuiver leer gebruikt vanwege de hoge wrijvingswaarden die als gevolg de slip minimaliseerden. Een voorbeeld van zo'n riem zie je in het figuur. Het over te brengen maximale vermogen is bij deze leren riemen echter lager dan bij compoundriemen of gelaagde riemen.
Een compoundriem wordt gebruikt voor het overbrengen van grote vermogens. Meestal bestaat hij uit drie lagen. Een looplaag met gunstige wrijvingseigenschappen (vaak van chroomleer), een trekvlak uit kunststof vanwege de hoge treksterkte en geringe rek en een bescherm- of deklaag van eventueel opnieuw chroomleer. De slip van dergelijke riemen is zeer laag, wat resulteert in een zeer hoog rendement (tot circa 98%), en een lange levensduur.

### Tandwieloverbrenging

Tandwieloverbrenging: zo werkt het

Tandwieloverbrenging bestaat uit ten minste twee tandwielen. Deze overbrenging is niet geschikt voor overbrenging van beweging op grote afstanden, want de overbrengingsafstand bedraagt de som van de stralen van de twee tandwielen, maar is zeer geschikt voor het transformeren van beweging, doordat men probleemloos twee tandwielen met zeer verschillende diameter kan laten samenwerken. De formule voor het berekenen van snelheden van de drijvende en gedreven tandwielen is {\displaystyle {\textrm {z}}_{1}\cdot {\textrm {n}}_{1}={\textrm {z}}_{2}\cdot {\textrm {n}}_{2}}. Hierbij staan {\displaystyle {\textrm {z}}_{1}} en {\displaystyle {\textrm {z}}_{2}} voor het tandenaantal van twee wielen, en {\displaystyle {\textrm {n}}_{1}} en {\displaystyle {\textrm {n}}_{2}} voor hun snelheden (in omwentelingen per minuut). De tandwielen draaien in tegengestelde zin. Wil men dat het gedreven tandwiel in dezelfde richting draait als het drijvende wiel, dan plaatst men een tussenwiel tussen de twee. Dit tussenwiel verandert niets aan de snelheden van twee wielen (bepaald door middel van bovenstaande formule).
Tandwielen kunnen voorzien zijn van rechte of schuine vertanding. Zijn de tandwielen cilindrisch, dan moeten hun assen evenwijdig lopen, zijn de tandwielen kegelvormig, dan staan hun assen onder een hoek t.o.v. elkaar, zodat de verlengden van de assen elkaar kruisen.
Historisch gezien beleefde tandwieloverbrenging haar gouden eeuw in de Middeleeuwen, ze was immers het hoofdbestanddeel van torenuurwerken, dé technologische hoogstandjes van toen.
Interessant is het feit dat om normaal te kunnen functioneren, dat wil zeggen zonder stoten te draaien, het tandwiel minstens zes tanden moet hebben. In het Russisch is het woord voor tandwiel, шестерёнка, direct afgeleid van het woord “zes” (шесть).

### Wormwieloverbrenging

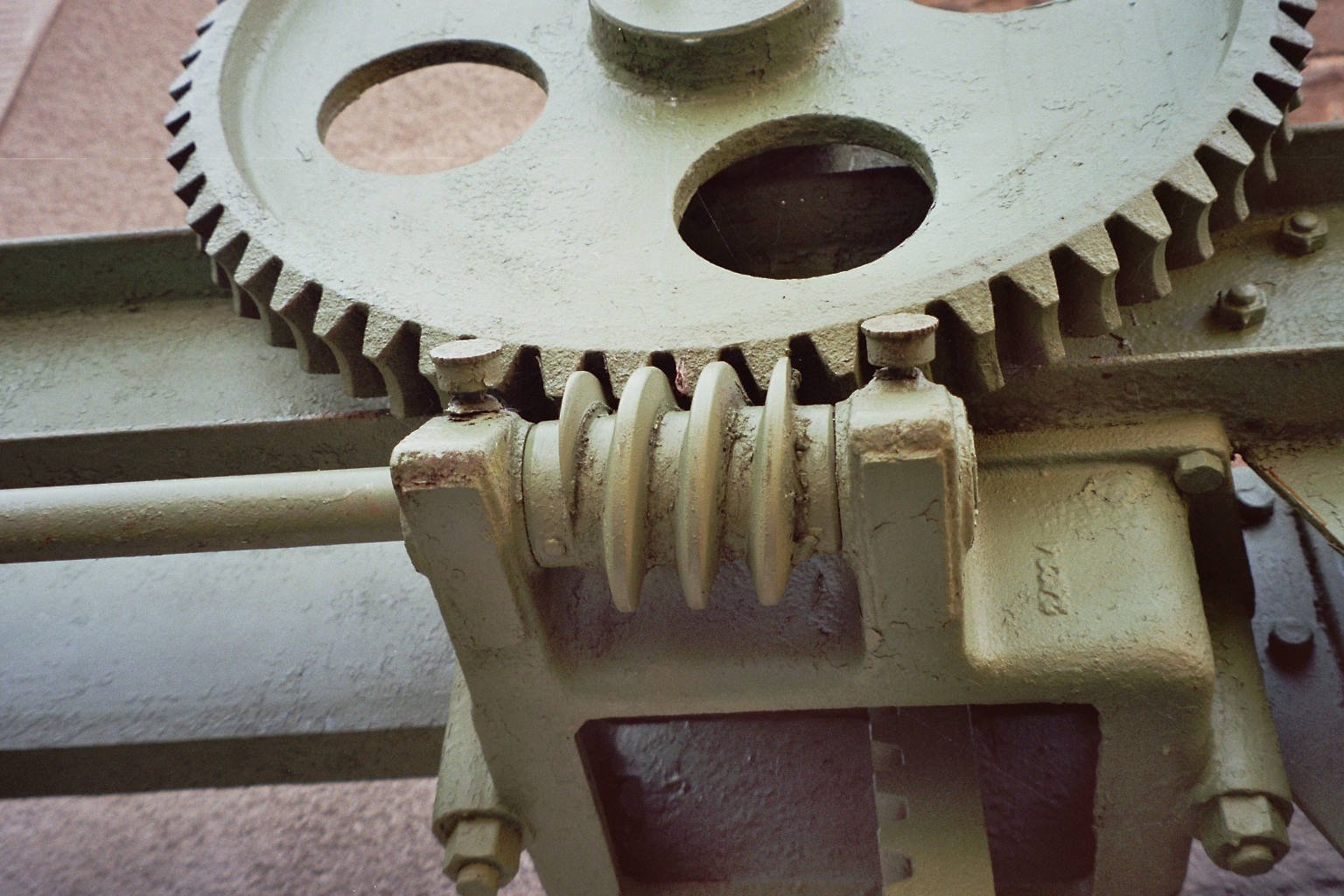
Wormwieloverbrenging

Een worm en wormwiel worden beschouwd als tandwielen. Wordt de "worm" (een spiraalvormig tandwiel) extern aangedreven, dan zal het tandwiel traag draaien (bijvoorbeeld één tand per omwenteling van de worm), maar met een hoog koppel. Probeert men omgekeerd het tandwiel als aandrijving te gebruiken, dan kan het systeem echter niet in beweging gekregen worden: de combinatie blokkeert zichzelf. Aandrijving door het tandwiel zou slechts kunnen wanneer de tanden op worm en wormwiel heel schuin worden uitgevoerd, hetgeen niet gebruikelijk is, tenzij er een overbrenging nodig is met relatief klein koppel resp. snelheidsverschil tussen twee assen die loodrecht op elkaar maar niet in hetzelfde vlak liggen, waardoor een kroonwiel niet geschikt is en het nadeel van meer wrijving op de koop toe moet worden genomen (zie ook hypoïde tandwiel, bijvoorbeeld Meccano onderdeel nr. 211).
Een wormwieloverbrenging is zeer geschikt voor grote vermindering van de snelheid (aantal omwentelingen per minuut).

### Kettingoverbrenging

Kettingwiel en ketting

De kettingoverbrenging, vooral bekend vanwege de toepassing in fietsen, combineert eigenschappen van riem- en tandwieloverbrengingen. Net als riemoverbrenging is kettingoverbrenging geschikt voor het overbrengen van beweging op grotere afstanden (dan bij tandwieloverbrenging). Ook hier moeten de assen evenwijdig lopen en draaien de kettingwielen in dezelfde zin. Net als een tandwieloverbrenging heeft een kettingoverbrenging geen last van slip. Kettingoverbrenging kan grotere vermogens dan riemoverbrenging aan, daartegen staat dat kettingoverbrenging meer onderhoud vraagt (smeren). Ook maakt kettingoverbrenging meer lawaai.
Een kettingwiel lijkt op een tandwiel, maar de vorm van de tanden verschilt.

### Cardanoverbrenging

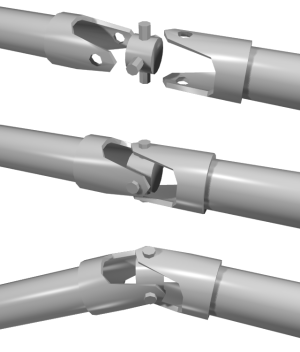
Cardan- of kruiskoppeling

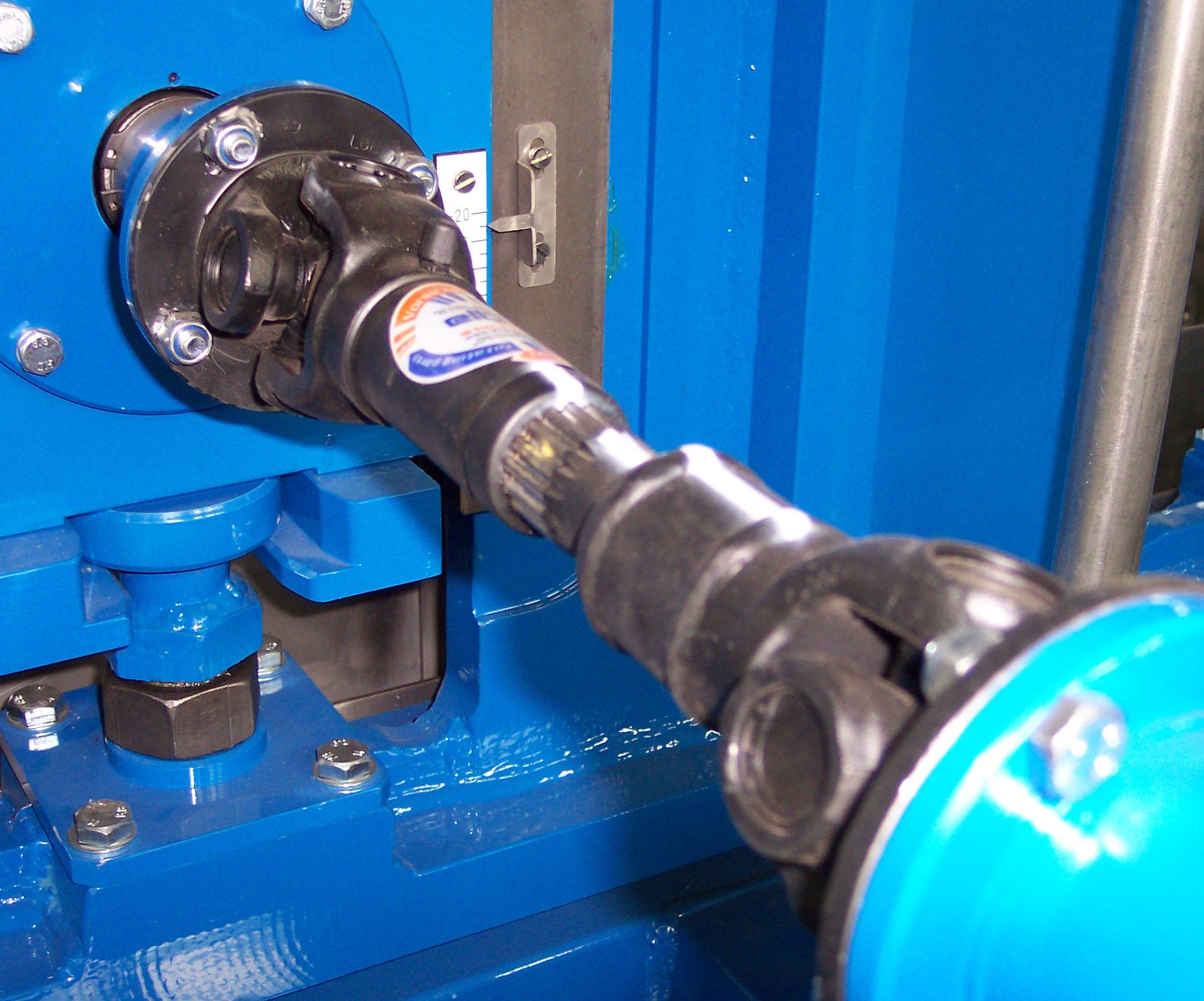
Cardanoverbrenging

Een cardanaandrijving zorgt voor de beweging over grote afstand tussen twee assen die elkaar in hun verlengde snijden, en bestaat uit twee kruiskoppelingen en een zogeheten cardanas ertussen. De tekening laat zien hoe deze koppeling in elkaar zit. Logischerwijs draaien beide assen in dezelfde richting en met dezelfde snelheid. Er ontstaan echter wel kleine variaties in snelheid in de gedreven as. Een typische oplossing hiervoor is om twee cardanoverbrengingen te gebruiken die elkaars variaties tenietdoen.

### Hefboomoverbrenging
De hefboom is de oudste en meest eenvoudig samengestelde overbrenging binnen deze groep. Hefboom werking vindt bijvoorbeeld plaats in het menselijk lichaam met behulp van onze botten, spieren, en pezen. Maar ook scharen, tangen, en notenkrakers, typemachines, ophaalbruggen, en piano's zouden niet functioneren zonder hefbomen.
Natuurkundig worden hefbomen ontleed in:
- een last
- een macht
- een arm
- en een draaipunt.

## Hydraulische overbrenging
Hydraulische overbrenging is specifiek geschikt voor het overbrengen van grote vermogens en/of grote lineaire krachten in een hydraulische cilinder. Bij deze overbrenging wordt de mechanische energie van de aandrijfmotor in een pomp omgezet in hydraulische energie van olie: oliedruk en oliedebiet. Deze hydraulische energie kan in een roterende of translerende motor weer terug worden omgezet in mechanische energie. Een dergelijke getrapte overbrenging wordt toegepast in graafmachines, lier- en kraanaandrijvingen, spuitgietmachines, ladingpompen, enzovoort. Specifieke voordelen zijn de hoge energiedichtheden en de uitstekende (bij voorkeur verliesvrije) regelingen.

## Elektrische overbrenging
Net als hydraulische overbrenging is deze overbrenging geschikt voor het overbrengen van grote vermogens. Ze bestaat uit een elektrische kring, waarbij de motor een generator aandrijft; de zo gegenereerde stroom dient als energiebron voor een elders geplaatste elektromotor, de zogenaamde dieselelektrische aandrijving of voortstuwing.
Tegenwoordig komt dit type overbrenging vaak in het nieuws door de hybride voertuigen, die er gebruik van maken. Hierdoor kan de indruk gewekt worden dat dit systeem een moderne vinding is, maar diesellocomotieven worden al vanaf de jaren twintig van de twintigste eeuw van elektrische overbrengingen voorzien.